# Medusa
Medusa petnaesti je studijski album britanskog gothic metal sastava Paradise Lost. Diskografska kuća Nuclear Blasta objavila ga je 1. rujna 2017.

## Glazbeni stil
Prema riječima gitarista Grega Mackintosha, album će "biti sporiji, munji i ispunjen doomom više nego ikad prije". Također ga je smatrao "osam čudovišnih pjesama nakrcanih rifovima čiste sjevernjačke bijede". U međuvremenu, pjevač Nick Holmes opisao je album kao "...definitivno naš najteži album; najteži koji smo napravili. Ideja je bila da ostane jednostavan, ali mračan i težak, i mislim da smo to postigli." Što se tiče ima albuma, komentirao je da je "...kad Gregor piše pjesme, daje im radna imena, pa je jednu pjesmu nazvao "Medusa". Nema pravog značenja za to. To nije nešto što bih upotrijebio u pjesmi, a ne bih upotrijebio ni kao ime. Ipak mi se svidjela ta misao. Kad smo bili djeca, Meduza je bila najstrašniji lik za koji smo znali. Dok sam to proučavao, pronašao sam mnogo različitih metaforičkih značenja koja ona predstavlja. Pročitao sam jednu rečenicu koja glasi: "Pokušaji izbjegavanja gledanja u njezine oči predstavljaju izbjegavanje naizgled depresivne stvarnosti da je svemir besmislen", što mi je imalo smisla. Za mene je to Meduza predstavljala. Ima mnogo različitih tumačenja, ali ovo je bilo moje. "
U pjesmi "No Passage for the Dead" Holmes je izrazio svoj skeptičan stav prema vjerovanju u zagrobni život, nazvavši ga "smiješnom idejom koju su stvorili ljudi, […]u početku teorijom izmišljenom kako bi profitirali pametni pojedinci, usmjerenoj na slabe, uplašeni ljudi." Priznao je da nedijeljenje tog uvjerenja nije "lijepa misao", ali bi vas s druge strane moglo "natjerati da cijenite vrijeme koje imate i živite život punim plućima".

## Turneja
Kao podrška izdanju albuma, sastav je održao turneju po Europi tijekom jeseni 2017., uz podršku Pallbearera i Sinistra. U prosincu je uslijedila australska turneja (njihova prva u više od šest godina), dok je također postupno najavljivana turneja po Ujedinjenom Kraljevstvu u veljači, više festivalskih termina za ljeto 2018. i turneja po Srednjoj i Južnoj Americi u rujnu.

## Popis pjesama
Tekstovi: Nick Holmes, glazba: Gregor Mackintosh.
| 1.    | »Fearless Sky«            | 8:30 |
| 2.    | »Gods of Ancient«         | 5:50 |
| 3.    | »From the Gallows«        | 3:42 |
| 4.    | »The Longest Winter«      | 4:31 |
| 5.    | »Medusa«                  | 6:20 |
| 6.    | »No Passage for the Dead« | 4:16 |
| 7.    | »Blood and Chaos«         | 3:51 |
| 8.    | »Until the Grave«         | 5:41 |
| 42:41 |                           |      |

| Bonus pjesma na japanskom izdanju | Bonus pjesma na japanskom izdanju | Bonus pjesma na japanskom izdanju | Bonus pjesma na japanskom izdanju | Bonus pjesma na japanskom izdanju | Bonus pjesma na japanskom izdanju | Bonus pjesma na japanskom izdanju | Bonus pjesma na japanskom izdanju | Bonus pjesma na japanskom izdanju | Bonus pjesma na japanskom izdanju |
| Br.                               | Skladba                           | Trajanje                          |                                   |                                   |                                   |                                   |                                   |                                   |                                   |
| --------------------------------- | --------------------------------- | --------------------------------- | --------------------------------- | --------------------------------- | --------------------------------- | --------------------------------- | --------------------------------- | --------------------------------- | --------------------------------- |
| 9.                                | »Frozen Illusion«                 | 5:45                              |                                   |                                   |                                   |                                   |                                   |                                   |                                   |
| 48:26                             |                                   |                                   |                                   |                                   |                                   |                                   |                                   |                                   |                                   |

## Recenzije
Medusa je dobilo visoke pohvale kritičara. Andy Walmsley iz Terrorizera dao je albumu osam i pol bodova od deset mogućih i smatrao ga "jednim od najmračnijih, najtežih i najsmrtonosnijih albuma u njihovoj karijeri", s "nekima od najslavnijih tmurnih rifova, okrutno zaraznih melodija i kičme -dirljivi vokali (i oštri i čisti) koje je bend ikada snimio." Dom Lawson, uspoređujući Medusa s njezinim prethodnim albumom The Plague Within u svojoj pozitivnoj recenziji u Metal Hammeru, smatra da je "u određenoj mjeri Medusa jednostavno više ista. Samo sporija i teža." Zaključio je: "Ovo je još uvijek zvuk plemenitih veterana koji tjeraju mračno srce svoje glazbe naprijed i na novi teren. Samo što mračni i zastrašujući svijet treba glazbu koja govori istinu o prokletoj slabosti čovječanstva. Rijetki to čine bolje ili s većom snagom od ovoga."

## Zasluge
| Paradise Lost - Steve Edmondson – bas-gitara - Greg Mackintosh – ritam gitara, solo-gitara - Aaron Aedy – ritam gitara - Nick Holmes – vokal - Waltteri Väyrynen – bubnjevi | Dodatni glazbenici - Heather Mackintosh – prateći vokal (na pjesmi "No Passage for the Dead") - Steve Crobar – prateći vokal (na pjesmi "Gods of Ancient") Ostalo osoblje - Branca Studio – grafički dizajn - Jaime Gomez Arellano – produkcija, snimanje, miks, mastering |